# 伯恩哈德·施滕普夫勒
伯恩哈德·施滕普夫勒（德語：Bernhard Stempfle；1882年—1934年7月1日）是一名天主教牧师以及记者，他在阿道夫·希特勒写作《我的奋斗》的过程中对他給予过帮助，后来在长刀之夜中被杀。

## 生平
施滕普夫勒于1904年正式成为牧师，在意大利加入了海罗姆隐修会（hieronymites，the poor hermits of saint jerome）。在第一次世界大战爆发之前的几年里，施滕普夫勒曾为意大利《晚邮报》（corriere della sera）以及其他几份意大利和德国报纸撰文。在战争爆发后，施滕普夫勒回到了慕尼黑并在大学中从事神职工作，还与一些慕尼黑城中的改革派天主教团体（这些团体反对将天主教政治化，还反对那些在他们看来愿意与犹太人以及“无神论的”社会主义者妥协的政治家）建立了紧密联系。以铁阿提纳教堂为主要宗教场所的民族主义宗教团体hofklerus就是上述众团体中的重要组成部分。1919年，施滕普夫勒开始出版《慕尼黑观察家》（Münchener Beobachter）期刊，在其中对犹太无神论的毁灭性影响大书特书，解释对犹太人进行无情的迫害的必要性以及其在道德上的可接受性，甚至都提到了反猶騷亂（为捍卫天主教会的信仰以及习俗而进行的宗教及种族迫害）的必要性，期刊中还列举过历史上的反犹领导人的作为。到了1920年，施滕普夫勒已经成为了反共和派秘密组织坎茨勒组织（Orka）的领导人。1923年时，施滕普夫勒又成为了反犹主义日报《米斯巴赫启事报》（Miesbacher Anzeiger）的总编，也是巴伐利亚天主教领域中的人民反犹运动中的来自新闻业的领军人物。施滕普夫勒还是希特勒的密友之一。
施滕普夫勒此时已经成了一个越来越重要的纳粹政治人物，因此也成了社民党进行讽刺的目标，被打上了“米斯巴赫反犹主教”的标签。施滕普夫勒将希特勒理想化，并对巴伐利亚人民党、中央党以及被他认定是这些政党的幕后操纵者的犹太人进行大范围攻击。据希特勒的私人摄影师海因里希·霍夫曼表示，施滕普夫勒经常到访慕尼黑并且还是希特勒私人圈子中的成员，经常“在heck咖啡厅的角落处与希特勒坐在同一张桌子前”，并在宗教问题上给予希特勒建议。
多个作家以及目击者（比如德国记者、历史学家康拉德·海登以及纳粹“变节者”奥托·施特拉塞尔）都曾表示，施滕普夫勒不仅对《我的奋斗》的校样本进行过修改，还对书中的一些段落进行过审稿（copy-editing）。历史学家、希特勒传记作者艾倫·布洛克也谈到过类似话题。
1934年6月，施滕普夫勒在被遣送至达豪集中营后便销声匿迹了，他的尸体最终在下吉辛-哈拉兴附近的树林中被发现。关于死因，有些人表示是颈部折断，有些人则表示是“在试图逃跑的过程中”被子弹击中心脏。关于他被谋杀的原因也存在争议。在一些说法中，施滕普夫勒是因对希特勒的过往以及私生活（特别是关于希特勒的外甥女格莉·劳巴尔的死的细节）了解过多而被灭口；而在另外一些说法中，施滕普夫勒是因为对克里斯蒂安·韦伯经营妓院以及其他不道德行为的抨击而招致杀身之祸。